# Lena Adelsohn Liljeroth

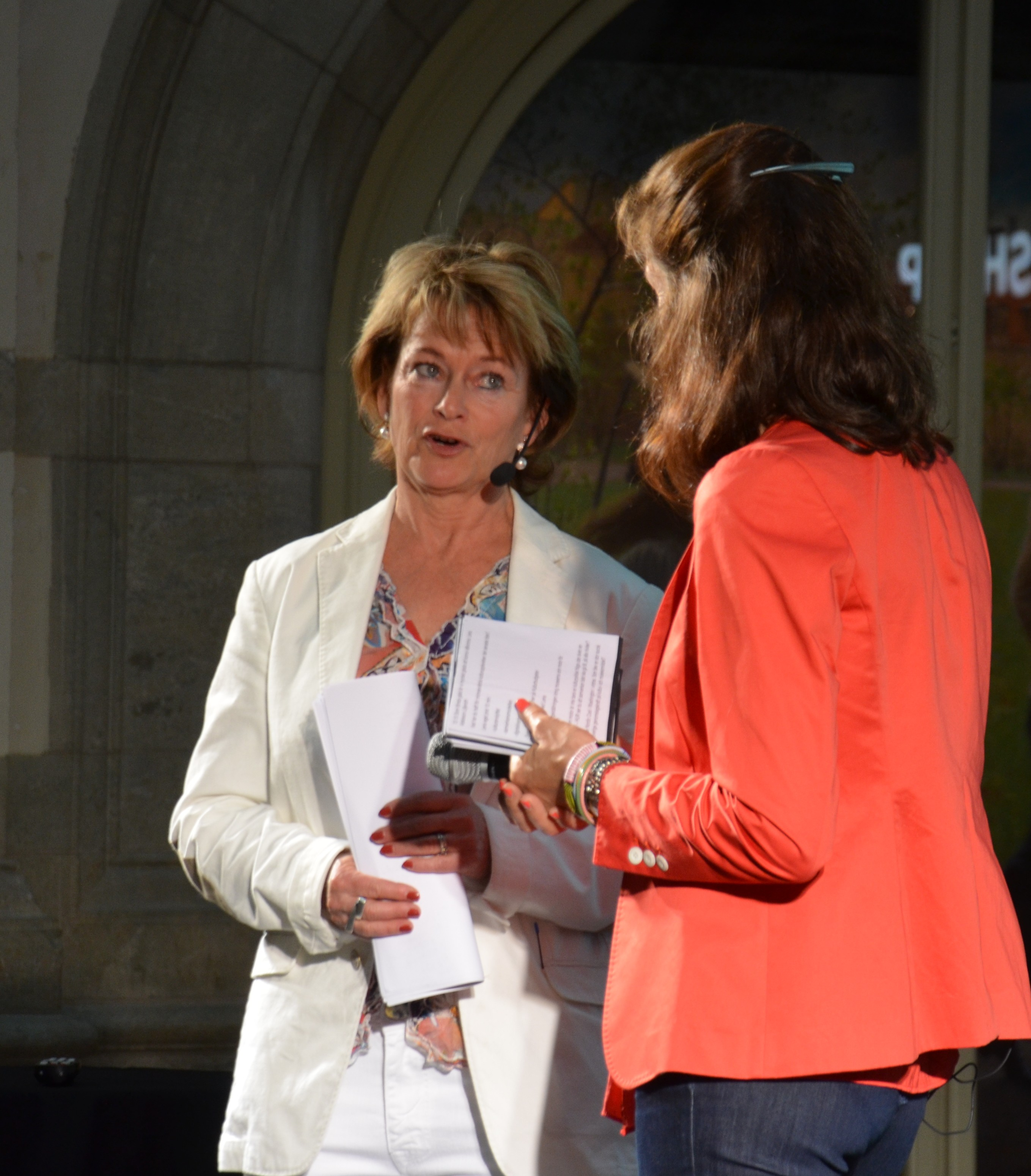
Lena Adelsohn Liljeroth på Riksförbundet Sveriges museers vårmöte maj 2013 på Nordiska museet

Lena Elisabeth Adelsohn Liljeroth, född Liljeroth den 24 november 1955 i Spånga församling, Stockholm, är en svensk journalist och före detta politiker (moderat). Hon var ordinarie riksdagsledamot 2002–2014, invald för Stockholms kommuns valkrets, samt Sveriges kultur- och idrottsminister från 2006 till 2014.

## Biografi
Lena Adelsohn Liljeroth fick i samband med födseln en hörselskada. Hon är utbildad vid Journalisthögskolan och var länge verksam som frilansjournalist. Hon presenterades för sin make Ulf Adelsohn första gången av Carl Bildt, när hon var 17 år. Paret är gifta sedan 1981 och har två barn, födda 1982 och 1983. Hon utkom 1990 tillsammans med sin make med barnboken En låda berättar. Hon är bosatt i Stockholm.

### Politisk karriär
Hon har varit medlem i Moderata samlingspartiet sedan hon var 14 år, och 1998 valdes hon in i Stockholms kommunfullmäktige. Hon har beskrivit sig själv som socialkonservativ.
I Sveriges riksdag var Adelsohn Liljeroth ledamot i kulturutskottet 2002−2006. Hon var även suppleant i näringsutskottet, socialutskottet och riksdagsstyrelsen, samt sammansatta justitie- och socialutskottet och sammansatta utrikes- och socialutskottet.
I interpellationer har hon i riksdagen värnat om Nationalmuseums framtid samt att brottet hets mot folkgrupp och kampen mot klotter ska prioriteras.
Andra uppdrag som kan nämnas är att hon varit ordförande i Fryshuset i Stockholm, suttit i Granskningsnämnden, varit styrelseledamot i Dramatiska institutet, Svenska institutet och Maria beroendecentrum samt ledamot i Nordiska museets nämnd.[källa behövs]

### Gärning som kulturminister
Adelsohn Liljeroth tillträdde som kulturminister 2006 efter att Cecilia Stegö Chilò tvingats avgå tidigt under Regeringen Reinfeldt. Hon har beskrivit en tveksamhet att tacka ja på grund av sin hörselnedsättning. Hon var den första kulturministern på länge som hade erfarenhet av att arbeta med kulturpolitik, bland annat genom sina år i kulturutskottet i riksdagen. När Adelsohn Liljeroth tillträdde som kulturminister beskrevs hon som en av de främsta arkitekterna bakom Moderaternas nya kulturpolitik, som kännetecknades av bland annat större ekonomiska satsningar på kulturen.
Under sin tid som kulturminister genomförde Adelsohn Liljeroth ett antal reformer. Bland annat tillsatte hon en utredning som ledde fram till den så kallade Kultursamverkansmodellen, en modell för finansiering av kultur i Sverige som stöpte om flera årtionden av svensk kulturpolitik. Adelsohn Liljeroth lanserade också projektet skapande skola, som skulle möjliggöra för skolor att söka pengar för att erbjuda kultur åt elever. Hon betonade inledningsvis under sin tid som kulturminister att kulturarbetare behövde bli bättre entreprenörer och att institutioner behövde bli bättre på att hitta sponsorer. Den inriktningen tonades gradvis ner under ämbetsperioden enligt Naila Saleem på Kulturnytt.
Adelsohn Liljeroth var en förhållandevis anonym kulturminister och undersökningar visade att relativt få kände till henne som statsråd. Anders Rydell konstaterade i Svenska Dagbladet att det efter hennes ämbetstid fanns en frustration över att inte mer hade hänt i kulturpolitiken. Samtidigt uppstod några kontroverser. Bland annat noterades att hon välkomnade domen i Pirate Bay-målet, vilket föranledde en anmälan till konstitutionsutskottet, som dock inte riktade någon kritik mot henne. Under firandet av Konstnärernas riksorganisations 75-årsjubileum på Moderna museet i Stockholm 13 april 2012 skar Adelsohn Liljeroth, som del av ett performance på temat kvinnlig könsstympning, en bit av en tårta föreställande en afrikansk kvinna, där konstnären Makode Linde agerade huvud. Händelsen fick stor uppmärksamhet.
Hon finns med på Rysslands lista på 89 EU-medborgare som inte är välkomna till Ryssland.